# Cheumatopsyche gordonae
Cheumatopsyche gordonae là một loài Trichoptera trong họ Hydropsychidae. Chúng phân bố ở miền Tân bắc.